# Bonnie Kent
Bonnie Kent est professeur de philosophie à l'Université de Californie à Irvine. Ses recherches portent notamment sur Augustin d'Hippone et Thomas d'Aquin et la philosophie médiévale. Elle est membre du comité éditorial du Journal of the History of Philosophy et membre de l'American Philosophical Society ainsi que du  Centre for Ethics, Philosophy and Public Affairs, University of St. Andrews.

## Œuvre
- « Aquinas's Ethics and Aristotelian Naturalism », The Key Debates of Medieval Philosophy, Londres, Jeffrey Hause,‎ 2014.
- « Losable Virtue: Aquinas on Character and Will », Thomas Aquinas and the 'Nicomachean Ethics, Cambridge, Tobias Hoffmann et al.,‎ 2013.
- « Augustine's On the Good of Marriage and Infused Virtue in the Twelfth Century », Journal of Religious Ethics,‎ 2013.
- « Reinventing Augustine's Ethics: The Afterlife of City of God », Augustine's 'City of God': A Critical Guide, Cambridge, James Wetzel,‎ 2012.
- « Dispositions and Moral Fallibility: The UnAristotelian Aquinas », History of Philosophy Quarterly,‎ 2012.
- « Virtue Theory », The Cambridge History of Medieval Philosophy, Cambridge, R. Pasnau,‎ 2010.
- « Aristotle's Ethics, Situationist Psychology, and a Fourteenth-Century Debate », History of Philosophy Quarterly,‎ 2008.
- « Aquinas and Weakness of Will », Philosophy and Phenomenological Research,‎ 2007.
- « Evil in Later Medieval Philosophy », Journal of the History of Philosophy,‎ 2007.
- « Happiness and the Willing Agent: The Ongoing Relevance of the Franciscan Tradition », Proceedings of the American Catholic Philosophical Association,‎ 2005.
- « On the Track of Lust: Luxuria, Ockham, and the Scientists », The Garden of Evil: The Vices and Culture in the Middle Ages, Toronto, R. Newhauser,‎ 2005.
- « The Moral Life », The Cambridge Companion to Medieval Philosophy, Cambridge, A.S. McGrade,‎ 2003
- « Rethinking Moral Dispositions: Scotus on the Virtues », The Cambridge Companion to Scotus, Cambridge, T. Williams,‎ 2003.
- « Habits and Virtues », The Ethics of Aquinas, Washington, DC, S. Pope,‎ 2002
- « Augustine’s Ethics », Cambridge Companion to Augustine, Cambridge, E. Stump and N. Kretzmann,‎ 2001.